# Feminismo no Brasil

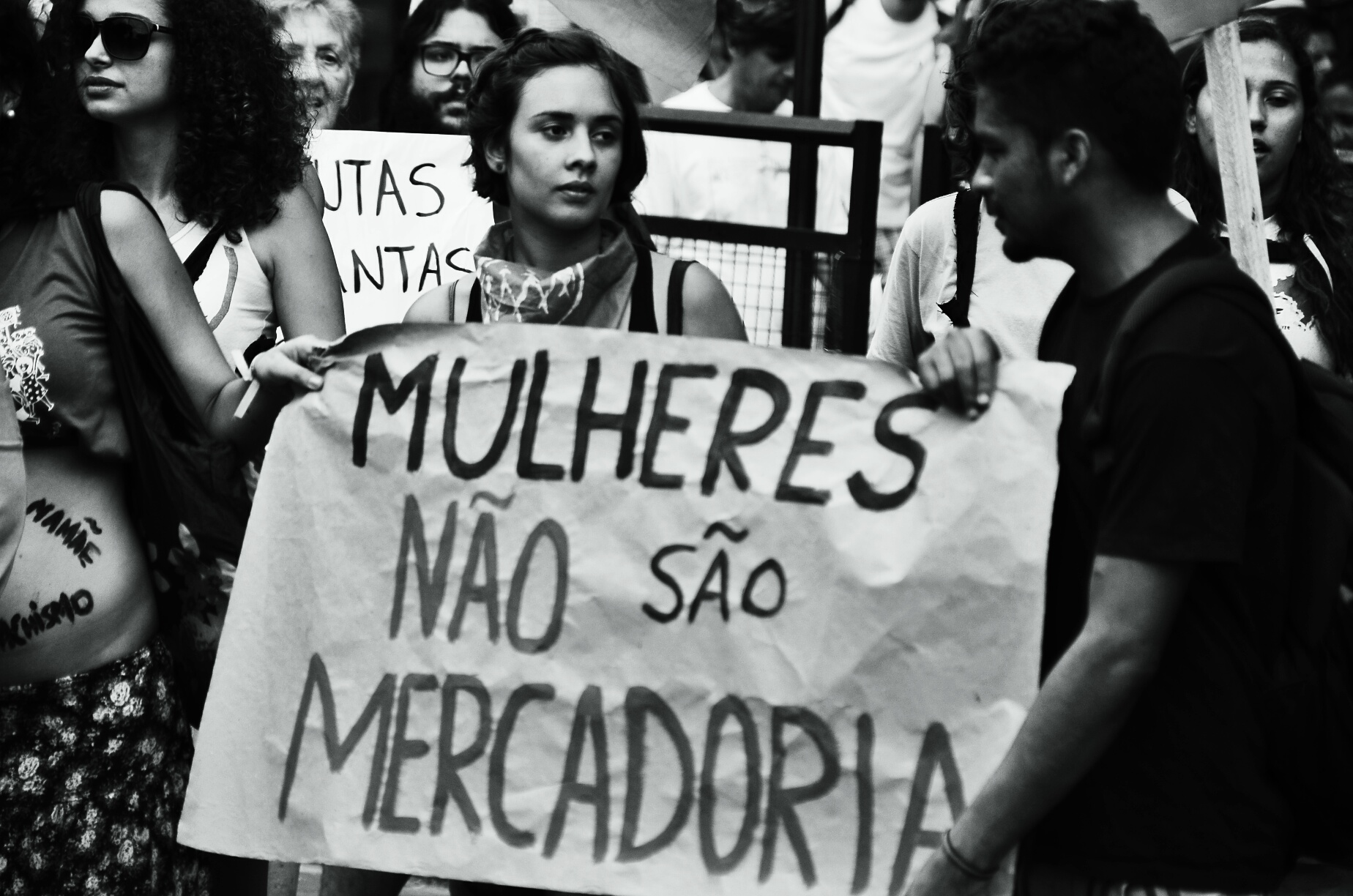
Manifestação do Bloco das Mulheres na Luta Contra a Violência do Estado no Dia Internacional da Mulher de 2013, Belo Horizonte.

As origens do feminismo no Brasil se encontram no século XIX. Estas primeiras manifestações desafiaram ao mesmo tempo a ordem patriarcal e também reivindicações que iam da igualdade política até a emancipação feminina, pautando-se na relação de dominação masculina sobre a feminina em todos os aspectos da vida da mulher. Durante o Império do Brasil, alguns juristas tentaram legalizar o voto feminino, com ou sem o consentimento do marido. A constituição de 1891, não excluía a mulher do voto, pois na cabeça dos constituintes não existia a ideia da mulher como um indivíduo dotado de direitos. Isso fez com que muitas mulheres requeressem, sem sucesso, o alistamento. A constituição republicana de 1891 continha inicialmente uma medida que dava direito de voto para as mulheres, mas na última versão essa medida foi abolida, pois predominou a ideia de que a política era uma atividade desonrosa para a mulher.
Alguns momentos históricos desta época foram importantes no avanço da luta das mulheres, entre outros, as greves de 1917, em 1922 o surgimento do Partido Comunista Brasileiro (PCB) e, nesta mesma data, a realização da Semana de Arte Moderna em São Paulo. Em 1919, aquela que é, ao lado de Nísia Floresta, considerada pioneira no feminismo brasileiro, Berta Lutz, fundou a Federação Brasileira pelo Progresso Feminino, que lutava pelo voto, pela escolha do domicílio e pelo trabalho de mulheres sem autorização do marido.
Rio Grande do Norte e Minas Gerais foram Estados pioneiros no país a legalizar o voto feminino. A primeira eleitora registrada foi Celina Guimarães Viana. Celina, em 1927, invocou o artigo 17 da lei eleitoral do Rio Grande do Norte, que dispunha: "No Rio Grande do Norte, poderão votar e ser votados, sem distinção de sexo, todos os cidadãos que reunirem as condições exigidas em Lei". Em 25 de novembro de 1927, ela deu entrada numa petição requerendo a inclusão no rol dos eleitores. Face ao que o juiz Israel Ferreira Nunes deu parecer favorável, incluindo-a no rol dos eleitores e enviou telegrama ao presidente do Senado Federal, pedindo em nome da mulher brasileira a aprovação do projeto que instituía o voto feminino.

## História

### Século XIX

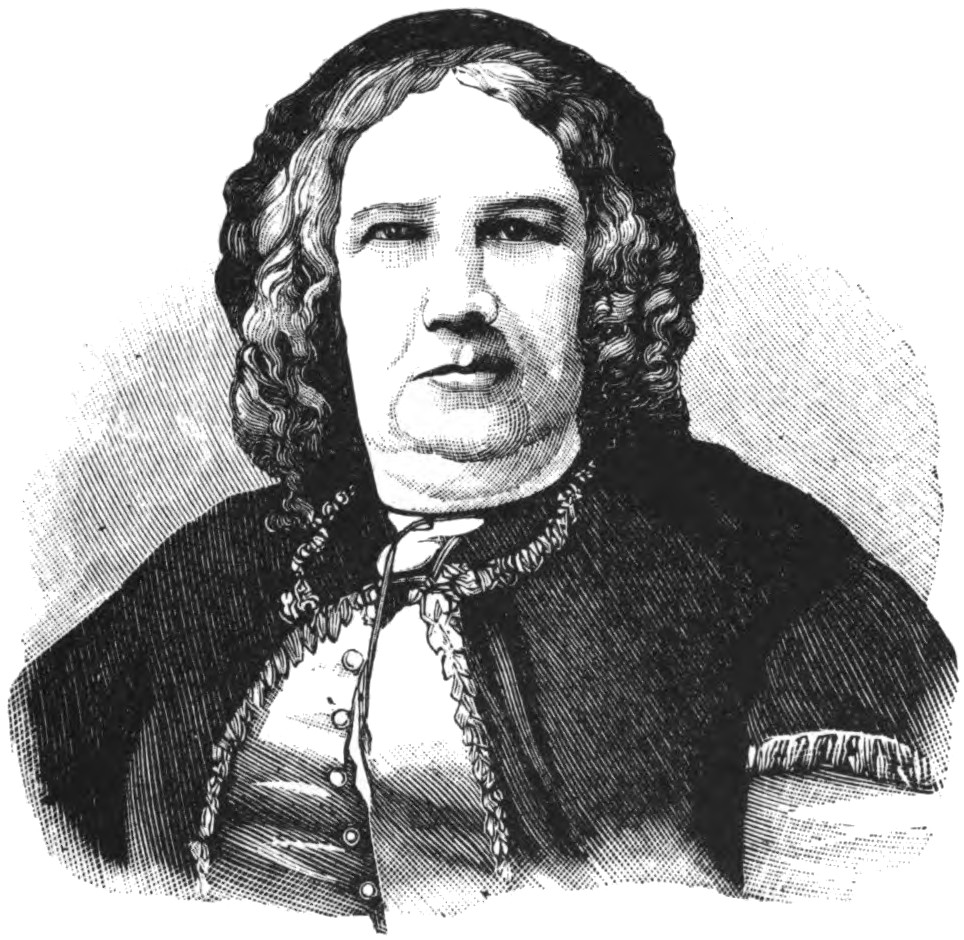
Nísia Floresta, pioneira do feminismo no Brasil.

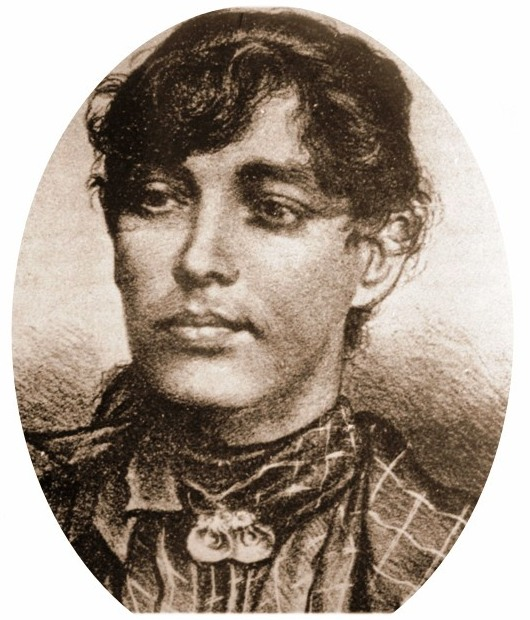
Josefina Álvares de Azevedo, nome de relevo na primeira fase do feminismo brasileiro.

O movimento feminista brasileiro iniciou em meados do século XIX, quando mulheres de vários pontos do país começaram a buscar uma maior participação política e cultural na sociedade, então dominada pelos princípios patriarcais. Naquela época a visão geral sobre as mulheres era de muitas maneiras negativa. Se não eram operárias e serviçais, permaneciam confinadas à esfera doméstica, cumprindo o papel social que delas se esperava — o de serem boas esposas e boas mães, sempre submissas à tutela masculina. Se fossem virtuosas podiam ser endeusadas como "anjos do lar", mas acreditava-se que tinham uma natureza passional e sentimental e um espírito inconstante, temia-se que sua sexualidade escapasse ao controle, e deviam renunciar a qualquer pretensão de comando. Além disso, suas possibilidades de educação eram limitadas, os cursos superiores estavam fora de seu alcance, questionava-se sua capacidade intelectual e negava-se a elas o direito à atividade política. Mulheres das classes mais altas podiam se dedicar a algumas atividades culturais e artísticas, como a pintura, a literatura e a música, consideradas aceitáveis desde que não se profissionalizassem. O magistério era tido como uma profissão digna e honrosa, mas também estava cercado de limitações e preconceitos. Como disse Regina Zilberman,
"Destinar as mulheres ao magistério resolvia vários problemas: justificava a necessidade de educá-las; solucionava o problema da falta de mão-de-obra para o magistério, profissão pouco procurada por mal remunerada; não carecia melhorar os proventos, porque o salário da mulher não deveria ser superior ao do homem, e sim adicional. Essas razões estavam recobertas por outras, de caráter ideológico: idealizava-se a professora, chamando-a de mãe e, assim, sugerindo que, ensinando, ela continuava fiel à sua natureza maternal; negava-se o elemento profissional da docência, porque a sala de aula convertia-se num segundo lar; ensinar não seria problema, porque não era trabalho, e sim extensão das tarefas domésticas, o que sustava o eventual pendor emancipatório que essa atividade poderia conter e não contradizia a índole machista da sociedade patriarcal brasileira; e permanecia intocada, e também idealizada, a associação mulher-esposa-mãe, mesmo quando estivesse fora de casa, ganhando o modesto pão de cada dia".
Mulheres negras sofriam opressão ainda maior em função de sua situação de escravizadas, e mesmo as libertas resistiam frente, além da discriminação de gênero, ao preconceito que recaía sobre a sua raça e etnia. Foi através da dedicação de algumas mulheres à imprensa e à literatura que as ideias feministas começaram a ganhar corpo. Segundo Zahidé Muzart, "no século XIX, as mulheres que escreveram, que desejaram viver da pena, que desejaram ter uma profissão de escritoras, eram feministas, pois só o desejo de sair do fechamento doméstico já indicava uma cabeça pensante e um desejo de subversão. E eram ligadas à literatura. Então, na origem, a literatura feminina no Brasil esteve ligada sempre a um feminismo incipiente".
Nísia Floresta, educadora e escritora, é considerada a primeira das feministas do Brasil, publicando em 1832 o livro Direitos das mulheres e injustiças dos homens, e deixando artigos na imprensa e outros livros como Conselhos à minha filha (1842), Opúsculo humanitário (1853) e A mulher (1856). Por muito tempo considerou-se que a obra fundadora do feminismo brasileiro fosse uma adaptação livre de A Vindication of the Rights of Woman, de Mary Wollstonecraft, pois a própria Nísia havia dito que nela se inspirara, mas após estudos de Pallares-Burke (1995) e Oliveira & Martins (2012), foi demonstrado que Direito das mulheres e injustiça dos homens é na verdade uma tradução integral de La femme n'est pas inferieure a l'homme, publicado em 1750, de uma escritora que só assina como Sophia. Em seus outros escritos Nísia ainda mostra uma ambivalência entre o apego à tradição patriarcal e a necessidade de ruptura e renovação, uma ambivalência que afetaria várias outras feministas nesta primeira fase, formando o que Céli Jardim Pinto chamou de "feminismo bem comportado", apontando para o elemento conservador que ainda era influente.

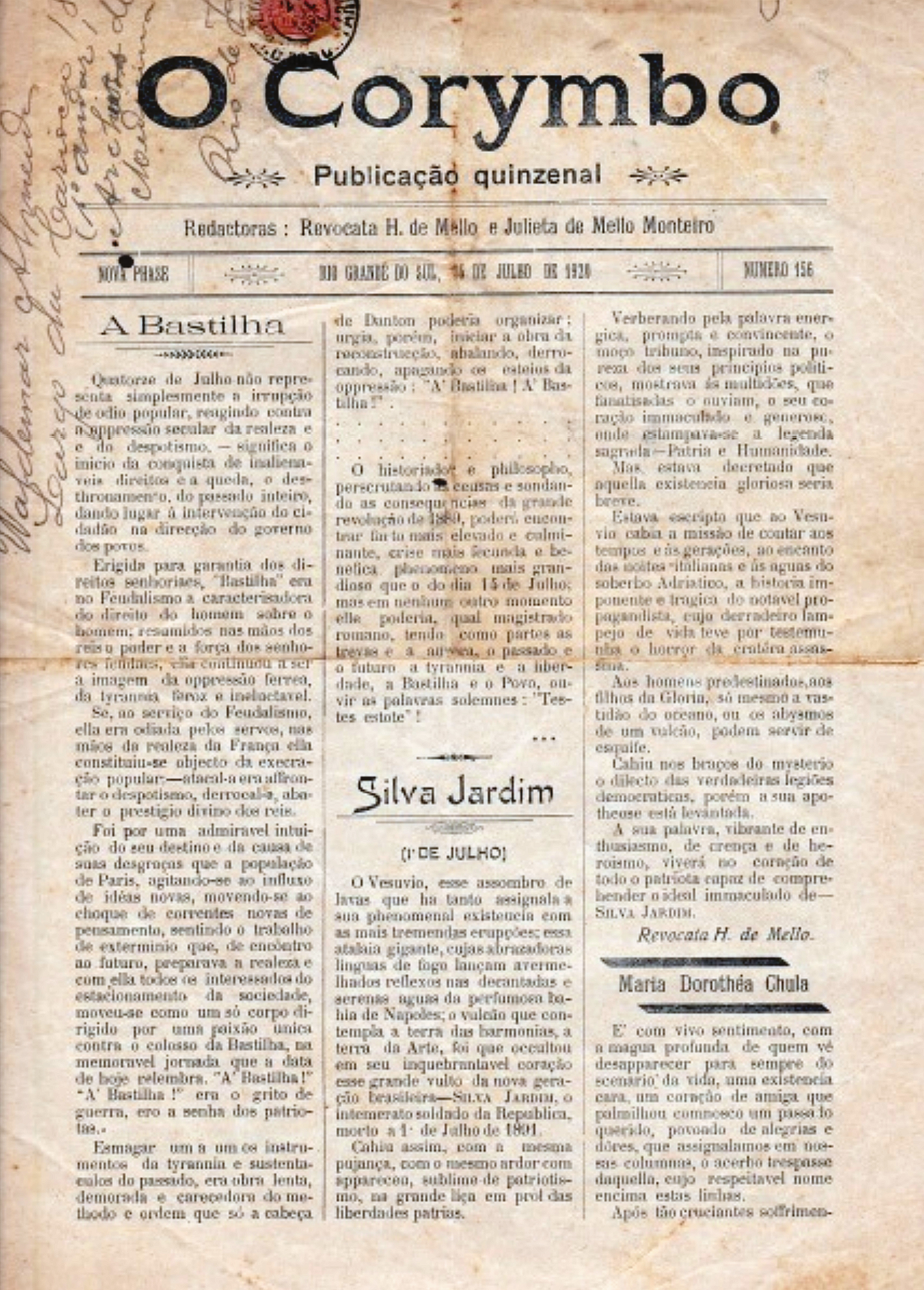
O Corymbo, edição de 10 de julho de 1920

Em meados do século XIX já surgiam jornais femininos em vários pontos do Brasil, onde as mulheres defendiam sua emancipação, como o Jornal das Senhoras (1852) editado por Joana Paula Manso de Noronha, Belo Sexo (1862), dirigido por Júlia de Albuquerque Aguiar, O Sexo Feminino (1873), editado por Francisca Senhorinha da Motta Diniz,  O Eco das Damas (1879), de Amélia Carolina Couto, O Direito das Damas (1882), de Idalina de Alcântara Costa, O Corymbo (1883), dirigido pelas irmãs Revocata Heloísa de Melo e Julieta de Melo Monteiro, e muitos outros, formando uma rede que cobria de norte a sul do país, embora nesta fase ainda não constituísse um movimento realmente organizado. Suas reivindicações eram múltiplas. Muitos desses jornais advogavam o direito ao voto e à vida política, mas outros pregavam o abolicionismo, o direito à educação, a legalização do divórcio, o direito de ocupar cargos públicos. Grande parte dessas mulheres era republicana.
No fim do século as mulheres já compunham uma parcela expressiva do operariado urbano, e influenciadas por imigrantes espanhóis e italianos, muitas começaram a apoiar o anarquismo e o socialismo e se envolver em movimentos sindicais, lutando por melhores salários e condições de higiene e saúde no trabalho, além de protestarem contra as discriminações e abusos a que estavam sujeitas no ambiente laboral. Mesmo que a constituição republicana de 1891 já assegurasse o voto para as mulheres, era mal interpretada. O artigo 70 dizia: "São eleitores todos os cidadãos maiores de 21 anos", porém, o termo "cidadãos", segundo a interpretação da época, referia-se apenas aos homens, e não aos cidadãos na forma genérica. A mulher só conseguiu efetivamente o direito ao voto em 1932.
A sociedade brasileira se transformava rapidamente em múltiplos níveis, mas permanecia dominante o ideal burguês da família nuclear onde a mulher era esposa e mãe, e assim ao longo de toda a segunda metade do século XIX se levantou uma forte campanha contra as pretensões femininas na imprensa, atacando e ridicularizando a promoção de uma "inversão dos papéis" e a alegada perda da doçura, fragilidade e resignação que eram tidas como próprias das mulheres e as verdadeiras marcas da feminilidade, e que seriam a temida consequência natural da sua saída do espaço doméstico. Mesmo entre os meios acadêmicos, jurídicos e científicos eram publicados vários trabalhos reforçando a ideologia masculina e tentando demonstrar que a emancipação feminina era antinatural e uma perigosa ameaça para a sociedade que a oficialidade desejava construir, estigmatizando e até patologizando as tentativas de libertação do modelo social vigente.
As conquistas feministas no século XIX foram pequenas, e contemplaram de modo geral apenas as mulheres brancas das classes média e alta, mas mesmo assim, na visão de Silva & Pedro, "já demonstravam a união em torno de objetivos comuns ao sexo feminino que viriam influenciar a geração seguinte de feministas".

### Século XX

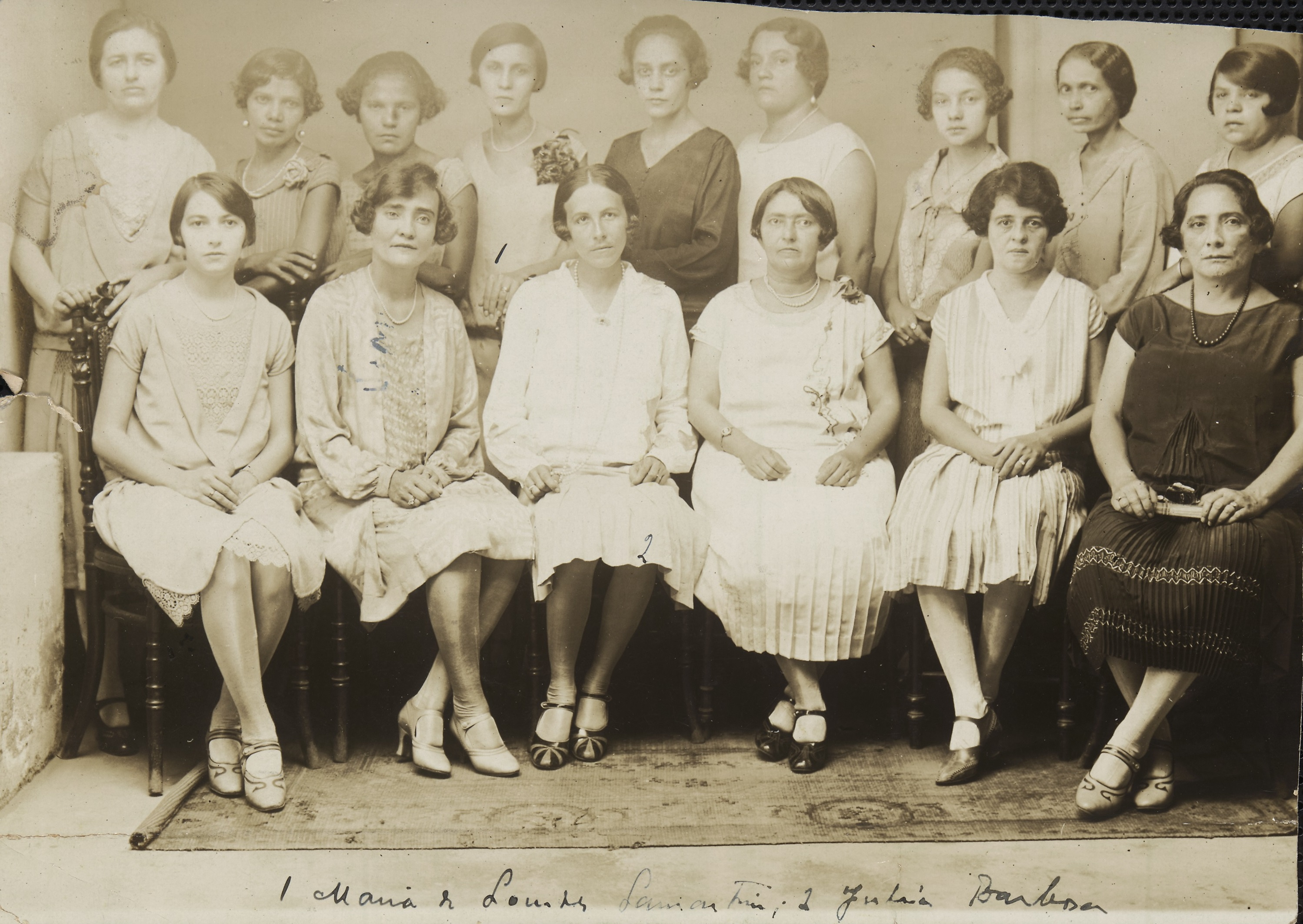
Primeiras eleitoras do Brasil, Natal, Rio Grande do Norte, em 1928. Arquivo Nacional.

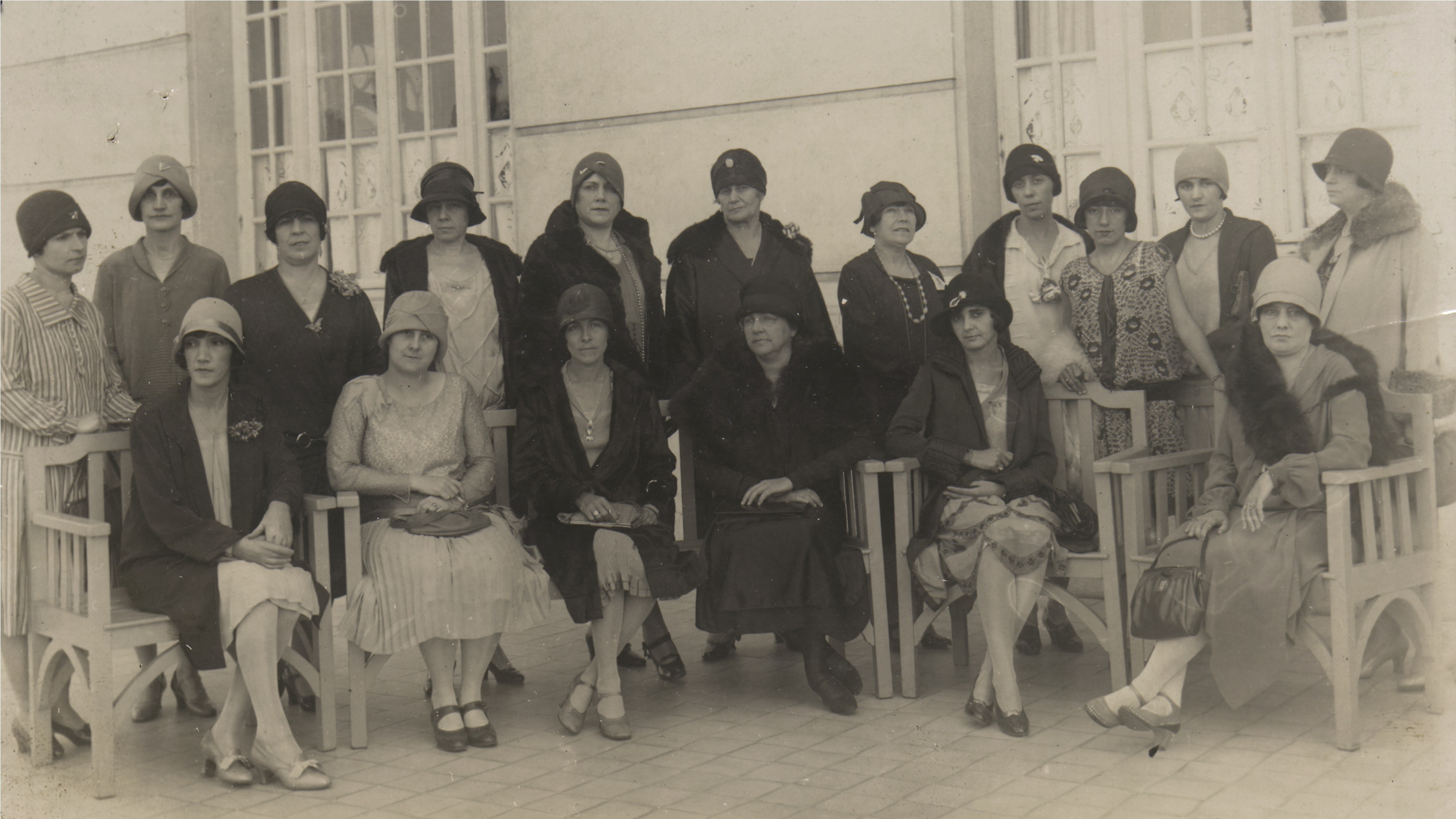
Integrantes da Federação Brasileira para o Progresso Feminino, em 1930. Arquivo Nacional.

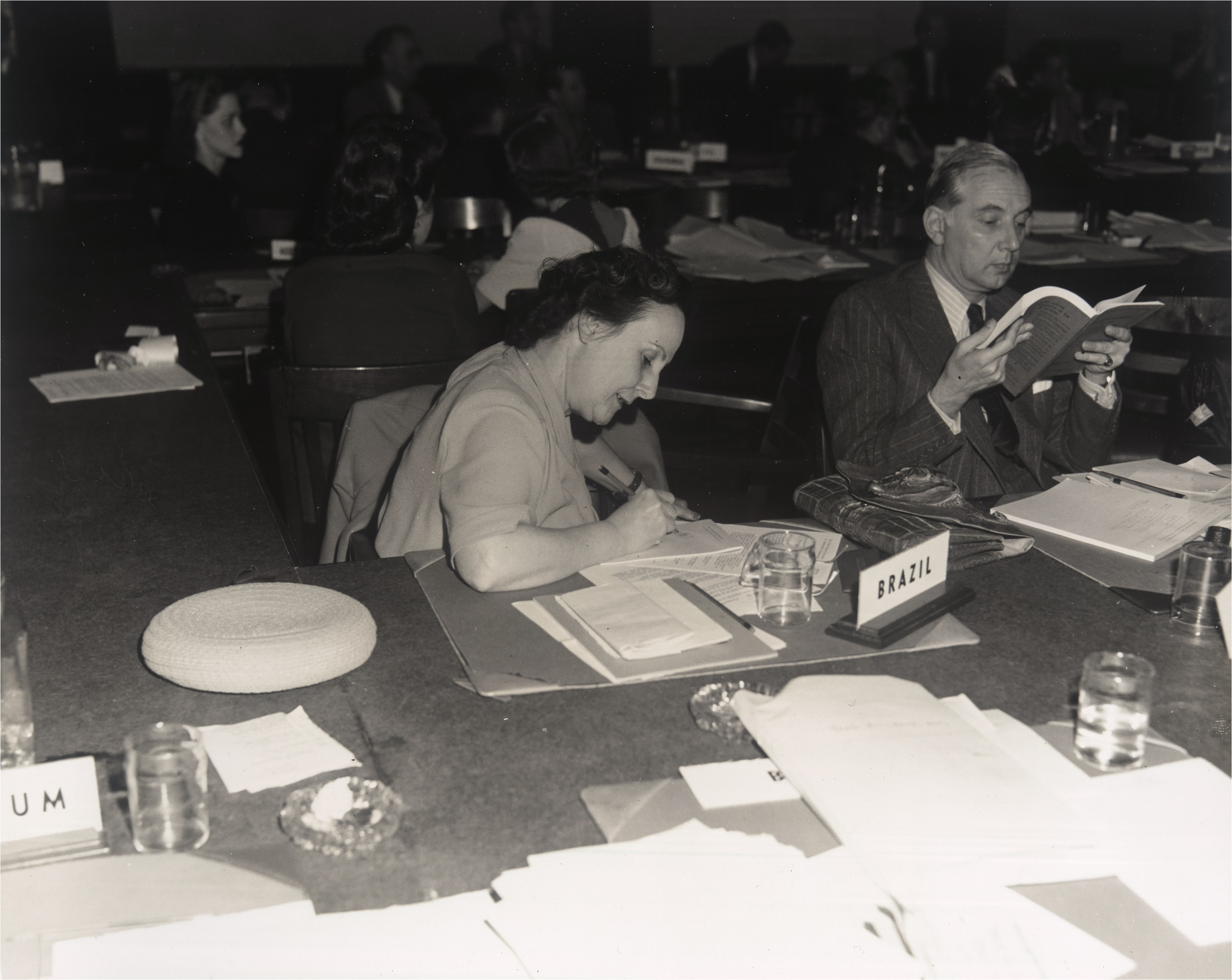
A brasileira Bertha Lutz durante a Conferência de São Francisco, em 1945. Ela teve um papel primordial na menção sobre igualdade de gênero no texto da Carta das Nações Unidas.

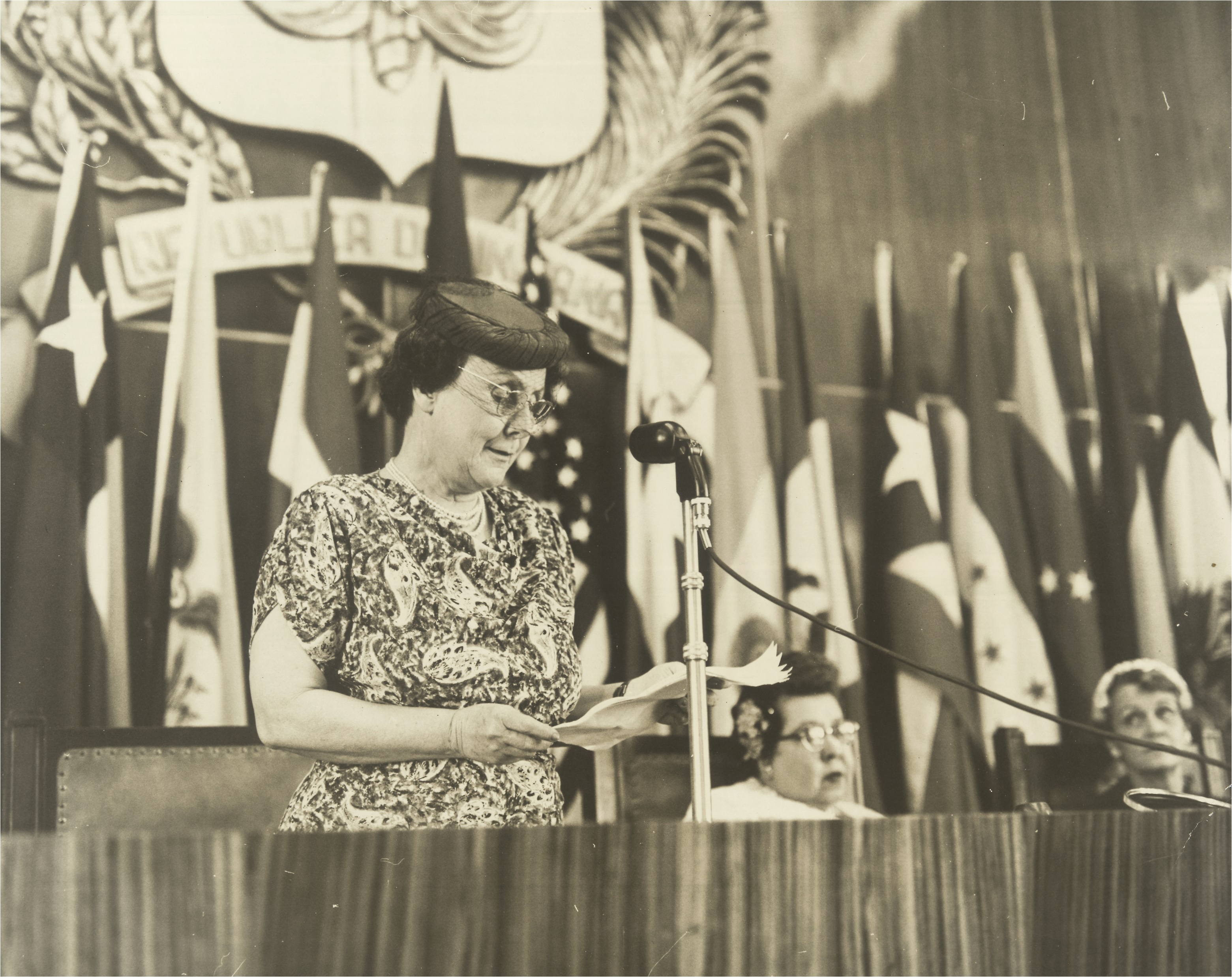
Bertha Lutz na IX Assembleia da Comissão Interamericana de Mulheres, em 1956. Arquivo Nacional.

Em nível nacional, o fato que mais repercutiu em relação a todas as mulheres, foi ter a escritora, advogada e feminista mineira, Miêtta Santiago, em 1928, notado que a proibição ao voto feminino contrariava o artigo 70 da Constituição da República Federativa dos Estados Unidos do Brasil (24 de fevereiro de 1891), então em vigor. O artigo diz: "São eleitores os cidadãos maiores de 21 anos que se alistarem na forma da lei". O artigo diz, como visto, simplesmente "cidadãos maiores de 21 anos...", sem qualquer discriminação de sexo. Com base nisso, Mietta impetrou, como advogada, Mandado de Segurança e obteve sentença (fato inédito no país) que lhe permitiu votasse em si mesma para um mandato de deputada federal. Embora não tivesse a advogada mineira conseguido se eleger, o que seria uma ousadia para a época, o Partido Republicano do Rio Grande do Norte, aproveitando-se dessa brecha aberta por Mietta Santiago, pode candidatar a potiguar Luiza Alzira Soriano Teixeira, que se tornaria a primeira mulher a ser eleita para um mandato político no Brasil. Ou seja, Alzira Soriano, em 1929, tomaria posse no cargo de intendente do município potiguar de Lages, RN. Mietta foi a primeira a exercer, plenamente, os seus direitos políticos: direito político ativo (votar), amparado em sentença, fundada em direito líquido e certo previsto na Constituição Federal, e também direito político passivo (ser votada). Como bem diz Carlos Drummond de Andrade no seu poema Mulher Eleitora: "Mietta Santiago, loura poeta bacharel conquista, por sentença de juiz, direito de votar e ser votada..."
Personalidades de relevância neste cenário são Bertha Lutz, que criou em 1919 a Liga pela Emancipação Feminina, e Jerônima Mesquita, que lutou pelo voto feminino, exerceu diversas atividades sociais e filantrópicas, e fundou o Movimento Bandeirante do Brasil.
Em 1922 ocorrem eventos sociais marcantes: A criação do Partido Comunista Brasileiro (1922), a Semana de Arte Moderna (1922), o Tenentismo (1922) e a Coluna Prestes (1924-1927), que vieram polemizar as estruturas da sociedade brasileira, provocando uma grande discussão sobre os rumos. Bertha Lutz aproveitou esse clima de alvoroço nos ânimos da sociedade para mudar o nome da Liga pela Emancipação Feminina por Federação Brasileira para o Progresso Feminino. Além da mudança de nome, também houve mudanças nas pretensões da Liga, conquistando então o apoio de vários políticos e personalidades como jornalistas e senadores. A partir desse momento era visível a crescente participação da mulher na sociedade, porém ainda não o suficiente para conquista do direito ao voto.
O código eleitoral elaborado em 1933 finalmente estendia o direito a voto e a representação política às mulheres; na constituinte de 1934 houve uma representante do sexo feminino, a primeira deputada do Brasil: Carlota Pereira de Queirós. Um outro movimento na época, concomitante à luta por direitos políticos era um movimento mais de enfrentamento na justiça e nas atividades de mulheres livres-pensadoras que criavam jornais e escreviam livros e peças de teatro.
Em 1947 com a ajuda de Bertha Lutz foi fundado o Clube Soroptimista [en] no Rio de Janeiro, uma associação internacional de mulheres que deseja melhorar a condição de vida das mulheres e as suas condições locais de vida, sendo indicada para sua direção a delegada da Federação Brasileira para o progresso feminino, Sophia Jobim indumentarista, professora, pedagoga, feminista carioca que representou as brasileiras em vários congressos, tais como: Congresso da Liga Internacional de Mulheres (Luxemburgo, 1946) Congresso do Conselho Internacional de Mulheres (Atenas, 1951), XVII Congresso da Aliança Internacional de Mulheres (Ceilão, 1955).

#### Décadas de 1960 e 1970

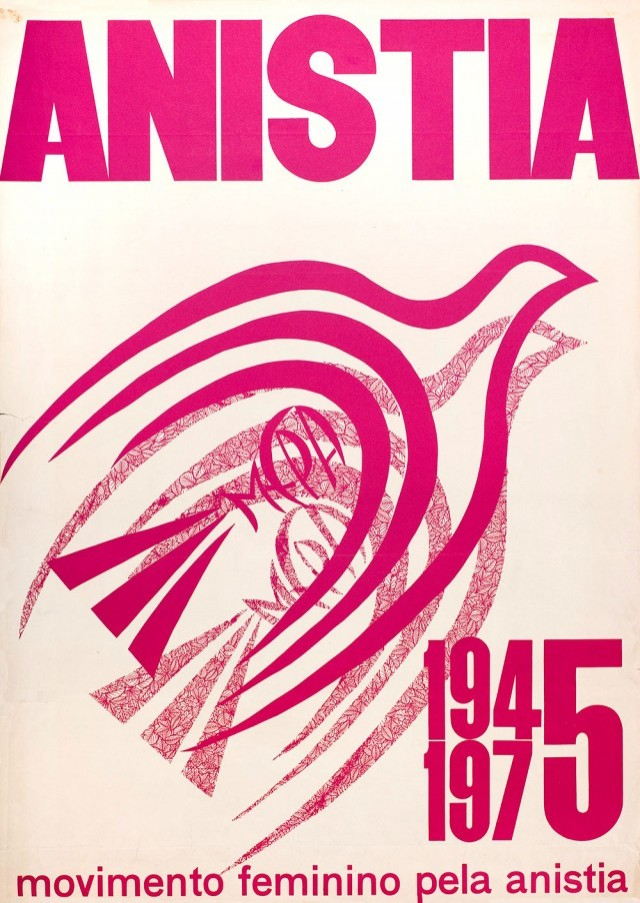
Cartaz do Movimento Feminino pela Anistia, 1975. Acervo: Memorial da Democracia

Nas décadas de 1960 e 1970, o feminismo eclode na Europa e nos Estados Unidos bastante impulsionado pela efervescência política e cultural que essa regiões passavam na época que colocavam em xeque os valores conservadores  da organização da sociedade, e, é neste contexto que se discute o livro O segundo sexo de Simone de Beauvoir e que as americanas se despem dos sutiãs em praça pública.
Já no Brasil o cenário era bem diferente, o país estava vivendo em uma ditadura militar, originária de um golpe contra a suposta "ameaça do comunismo". No auge da repressão, mesmo assim, surge uma nova retomada do movimento feminista pelas mãos de Romy Medeiros da Fonseca, que foi chamado de Conselho Nacional de Mulheres do Brasil. Esse movimento torna as questões do movimento mais abrangentes, como: "principio da igualdade entre marido e mulher no casamento e a introdução do divórcio na Legislação brasileira". Durante a ditadura militar as mulheres organizaram-se, independentemente de partidos políticos, idade e classe social, para formar uma militância contra o regime militar. Em 1975 a ONU organizou o "Ano Internacional da Mulher [es]". A questão da mulher passou a ser tema de discussão nas universidades e em meio aos profissionais liberais. No mesmo ano aconteceu o Congresso Internacional da Mulher no México e simultaneamente no Brasil, sendo que este mandou ao México, Berta Lutz como representante. No Brasil, o movimento organizou a Semana de Pesquisa Sobre o Papel e Comportamento da Mulher Brasileira.
Como resultado desse movimento criou-se, em setembro de 1975, o Centro da Mulher Brasileira, um órgão institucionalizado, responsável por intermediar e articular os objetivos feministas em forma de ação coletiva. Muitas mulheres haviam sido exiladas no exterior e voltavam com grandes contribuições para o CMB. O Centro da Mulher Brasileira propôs um centro de estudos que promoveu grandes seminários e grandes discussões e pesquisas sobre a condição da mulher. Daí surgiram várias publicações em jornais e revistas além da produção de livros.
O Movimento Feminino pela Anistia foi criado no final do ano de 1975. Esse movimento tinha como proposta denunciar as repressões que o governo militar havia imposto aos cidadãos brasileiros. Grande parte do grupo da militância era composta por mulheres que viram os maridos serem torturados e assassinados pelo governo militar. Esse movimento, independente de partidos políticos e outras ideologias, foi muito apreciado pela sociedade, dando espaço à simpatia de vários grupos políticos. O movimento fundado por Therezinha Zerbini e espalhou-se pelo Brasil, dando legitimidade ao Movimento Feminino pela Anistia, com tamanho sucesso e um grande número de novas adeptas. Esse não era um movimento de caráter feminista mas sim um movimento comandado por mulheres; inclusive a líder critica o feminismo em muitas de suas falas. Em 1980 mudou-se o nome do movimento para Anistia e Liberdades Democráticas, um movimento marcado pelo vigor nacionalista.
Em 1977, foi instaurada uma comissão parlamentar de inquérito (CPI) para investigar a situação da mulher no mercado de trabalho e demais atividades. Essa Comissão Parlamentar de Inquérito trouxe à tona fatos que eram de conhecimento de pequenos grupos. A exemplo, algumas questões que chocaram a sociedade como: "que a mulher recebia, no meio rural, apenas um quinto do salário pago ao homem por igual trabalho; que não era cumprida a legislação que obrigava empresas com mais de trinta trabalhadoras a manter berçários; que empresas estatais impediam o acesso à mulher em determinados setores e que tais impedimentos não tinham apoio legal; que mulheres grávidas eram despedidas sumariamente; que agências com verbas vindas do estrangeiro estavam promovendo a esterilização indiscriminada de mulheres; e inúmeras outras denúncias que foram feitas nos depoimentos.
Um fato muito marcante para as feministas foi a morte de Ângela Diniz, em 1976, por Doca Street, que em 1979 foi absolvido. A indignação das feministas trouxe o movimento que criou o SOS Mulher. A partir daí houve uma proteção maior para as mulheres, inclusive para as que trabalhavam e sofriam explorações e chantagens sexuais por parte dos patrões.

#### Década de 1980

A sexóloga Marta Suplicy em um cartaz, possivelmente produzido para o TV Mulher durante os anos 1980

A partir do ano de 1980, foram grandes as conquistas do Movimento Feminista, como consequência de todos os anos de luta. Em 1980 foi criado o programa TV Mulher na Rede Globo de televisão. Esse programa era um canal direto de mulheres, no qual eram discutidas questões como decoração e cozinha. Em seguida surgiu a necessidade de se falar sobre o corpo, sobre a sexualidade e a liberdade. As telespectadoras repassavam à apresentadora do programa, Marta Suplicy, muitas dúvidas a respeito da liberdade sexual e muitas curiosidades sobre o próprio corpo. Era perceptível na mulher a necessidade de uma libertação da sexualidade. A música brasileira foi tomada por inúmeras cantoras de grande sucesso, como Simone, Rita Lee, Maria Bethânia, Fafá de Belém, Joana. Várias canções se tornaram ícones da época: Começar de novo (Simone), Atrevida (Simone), Cor de rosa choque (Rita Lee).
A década de 1980 foi bastante promissora para as feministas. Nas universidades a questão feminina se tornou objeto de estudo. Tamanha foi a importância do assunto que a Associação Nacional de Pós-Graduação em Ciências Sociais (ANPOCS) reservou um espaço anual para reuniões a partir de 1979. Em 1981 foi ratificada pelo governo brasileiro a Convenção sobre a eliminação de todas as formas de discriminação contra as mulheres, firmada pela ONU em 1967. Ficou acertado, nesta convenção entre os países signatários, o compromisso de eliminar todas as restrições contra a mulher trabalhadora. Algumas empresas e órgãos passam a aceitar a mulher como parte integrante do quadro de funcionários. São exemplos dessas empresas e órgãos a polícia civil e militar, a Academia Brasileira de Letras e a Petrobrás.

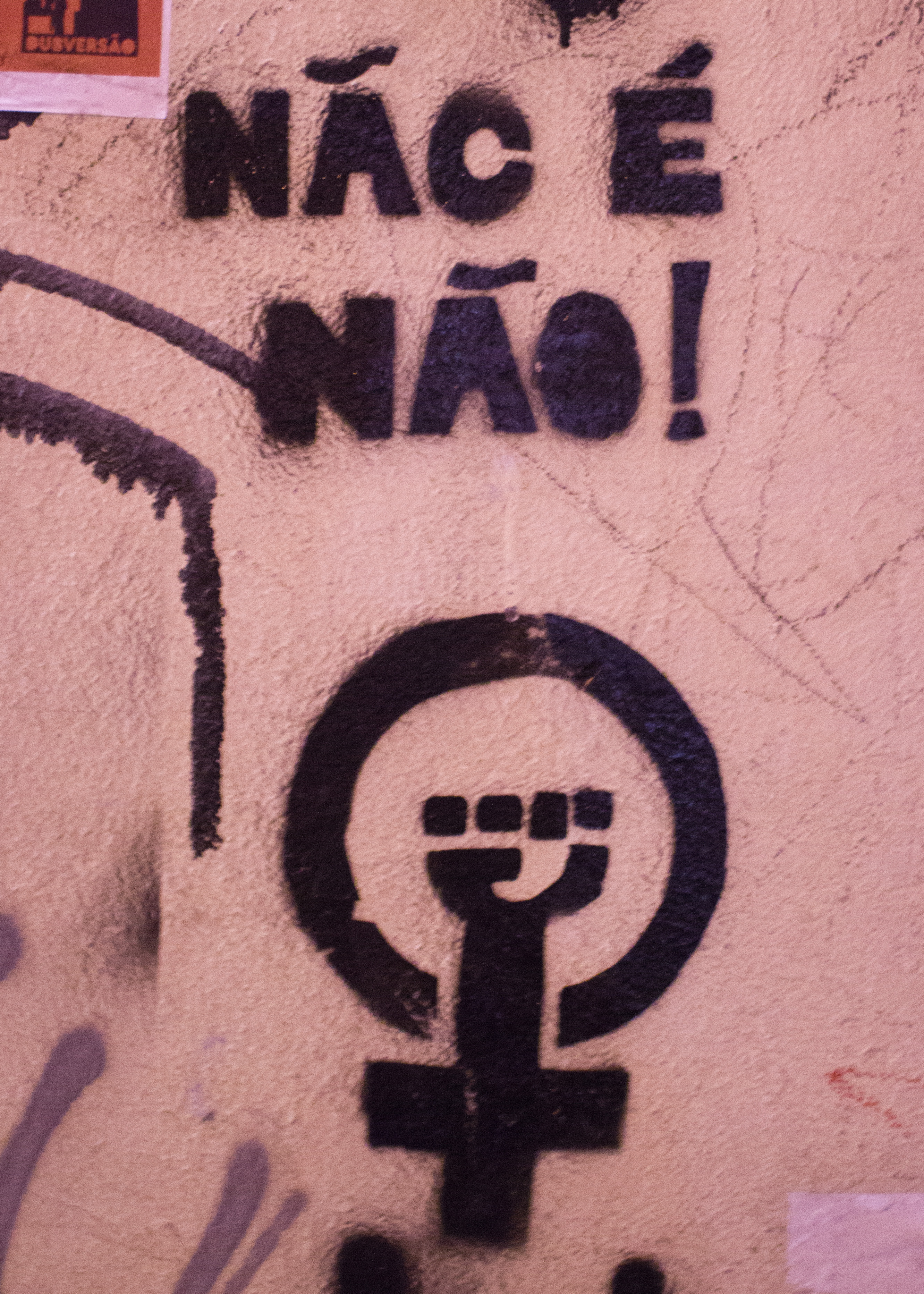
Estêncil feminista em São Paulo

O ano de 1980 se caracterizou como um ano de crise para todos os setores políticos e econômicos no Brasil, inclusive para o Movimento Feminista. É clara a desmobilização política e a retração de todos os grupos sociais organizados, apesar das mobilizações pela Constituinte e pelas eleições diretas. O Movimento Feminista não escapa da reestruturação a qual todo o contexto social está submetido no país. Nesse momento histórico o Movimento Feminista fica difuso e não se concentra em um único grupo. Com a democratização as mulheres passam a trabalhar em vários grupos não governamentais, e não há mais uma unificação da causa feminista. Com essa dissolução das organizações feministas foram criados os fóruns, dentre eles um dos mais importantes o Fórum Feminista do Rio de Janeiro, que passaram a se reunir regularmente a partir de 1985.
A partir de 1980, também se torna primordial entre os discursos políticos uma definição da situação da mulher. Em 1983, através de decretos oficiais criou-se o Conselho Estadual da Condição Feminina de São Paulo e em 1985 o Conselho Nacional dos Direitos da Mulher.  Foi nesse ano também que, as mulheres de vários partidos uniram-se e de mãos dadas ocuparam 26 cadeiras como deputadas constituintes, dando uma representatividade maior e mais significativa aos direitos da mulher.
No livro "A Revolução das Mulheres", de Moema Toscano e Mirian Goldemberg, não é pretendido hastear uma bandeira feminista mas levantar alguns dados históricos sobre a questão da mulher, como a importância dos movimentos feministas e o papel das mulheres nos grandes acontecimentos da história, tanto na Europa quanto no Brasil.

### Século XXI

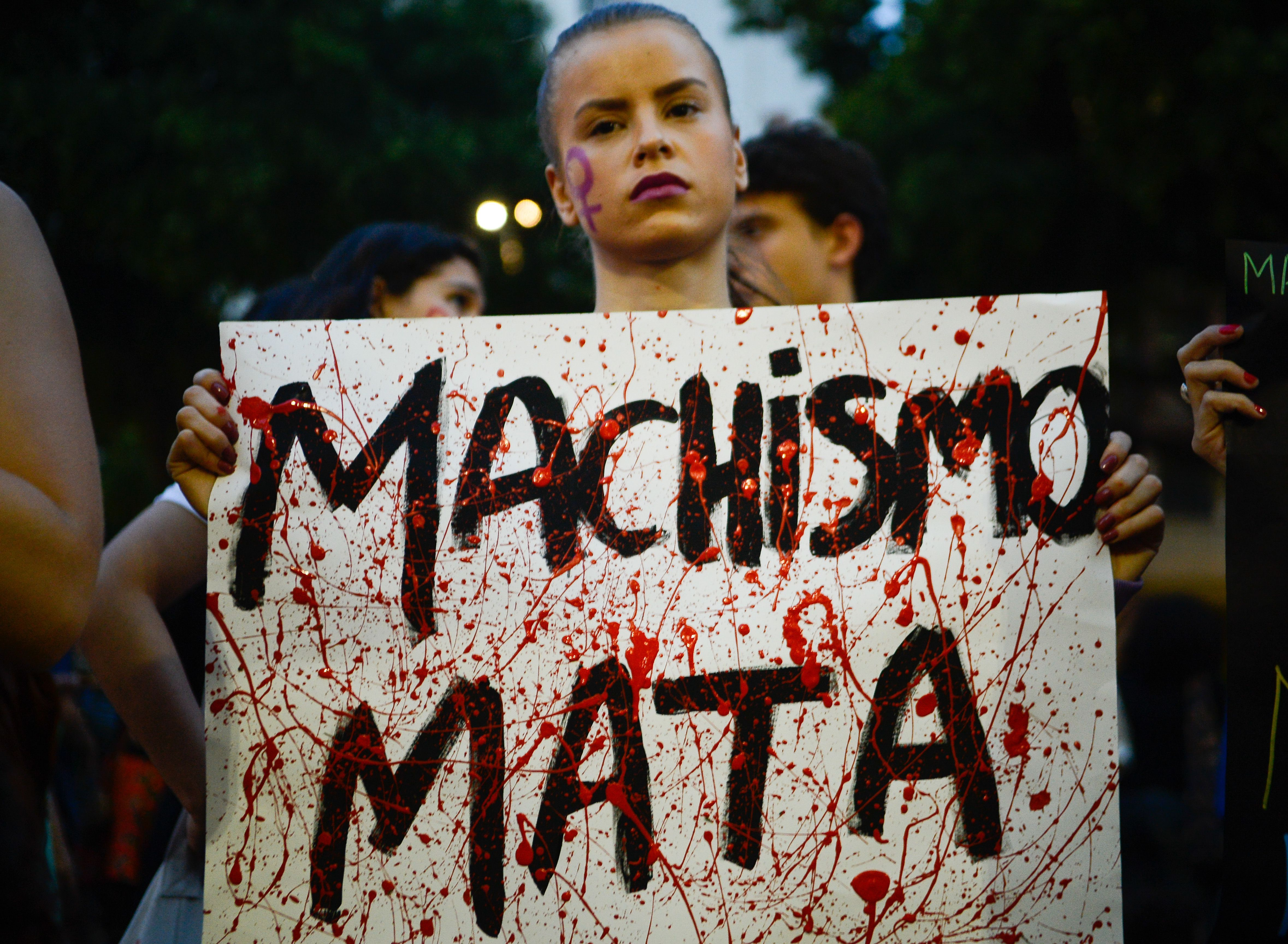
Manifestação contra a cultura do estupro em 2016.

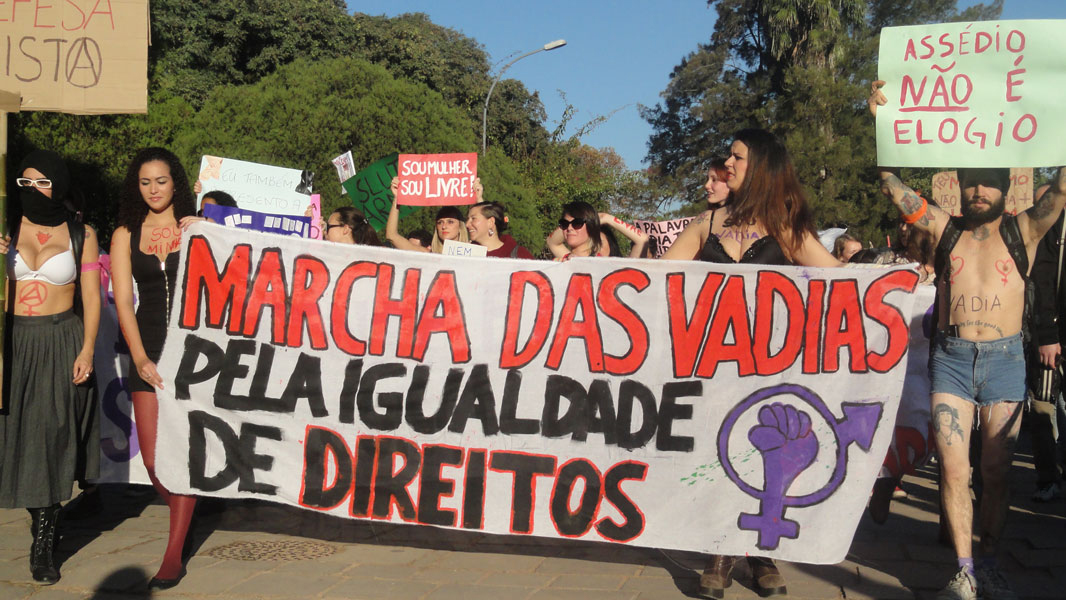
Marcha das Vadias em Porto Alegre, 2013.

Nos primeiros anos do século XXI, as feministas brasileiras comemoraram como uma vitória a revogação do artigo do Código Penal que tratava do crime de "estupro", uma vez que neste disposto havia a expressão "mulher honesta", considerada ofensiva pelo movimento feminista. Mais recentemente, acentuou-se a indisposição contra a música "Ai, que saudades da Amélia", de Ataulfo Alves e Mário Lago, em cuja letra o autor compara sua atual mulher com a solidária Amélia, que, nos versos, "era uma mulher de verdade, não tinha a menor vaidade, e que passava fome ao lado do parceiro sem reclamar". Muitas feministas consideram essa música uma ofensa à liberdade da mulher e concebem a Amélia como uma mulher submissa, que não tem vontade coisa nenhuma.
O movimento feminista atualmente tem como bandeiras principais, no Brasil, o combate à violência doméstica, que atinge níveis elevados no país; o combate à discriminação no trabalho. Também se dá importância ao estudo de gênero e da contribuição, até hoje um tanto esquecida, das mulheres nos diversos movimentos históricos e culturais do país. A legalização do aborto (que atualmente só é permitido em condições excepcionais) e a adoção de estilos de vida independente são metas de alguns grupos.
Em 8 de março de 2000: Os Correios do Brasil lançam um selo em homenagem às mulheres pioneiras da aviação no país: Anésia Pinheiro Machado, Teresa De Marzo, Ada Rogato.
No pensamento feminista do século XXI, Magda Guadalupe, diretora da Simone de Beauvoir Society, para se aplicar o pensamento de Simone de Beauvoir no Brasil,  entende o feminismo como um movimento plural, que envolve várias ondas e deve ser entendido como feminismos, pois supera a simplicidade da luta por direitos iguais entre homens e mulheres, destacando que se propõe a apresentar alternativas em termos de análises, práticas e discursos, tendo em vista a desconstrução dos papeis sociais e binários entre sexos e gêneros que alimentam o patriarcado.

### Movimento de Mulheres Rurais
Desde os anos 1980, as mulheres rurais no Brasil lutam por igualdade. O movimento social dessas mulheres foi marcado por mobilizações coletivas em diversos pontos geográficos do país através de reuniões, atos públicos, manifestações, marchas, abaixo-assinados e paralisações. Buscavam o reconhecimento profissional enquanto trabalhadoras rurais porque exerciam o mesmo trabalho de seus maridos, mas não eram reconhecidas profissionalmente, e direitos básicos.
Pautada em princípios feministas anticapitalistas, antirracistas e anti-patriarcais, no ano 2000, cerca de 20 mil mulheres rurais de todo o Brasil se reuníram em Brasília pela primeira vez em busca de direitos e igualdade trabalhista na Marcha das Margaridas. A marcha leva o nome de Margarida Maria Alves, uma trabalhadora rural e líder sindicalista que foi assassinada nos anos 1980 enquando lutava pelos direitos trabalhistas em Paraíba e reúne quilombolas, indígenas, quebradeiras de coco, cirandeiras, pescadoras, ribeirinhas e extrativistas.
A Marcha das Margaridas é uma das maiores mobilizações políticas estratégicas organizadas por mulheres no país e ao longo dos anos passou a ter uma temática que refletisse sua agenda. As três primeiras marchas, realizadas em 2000, 2003 e 2007, focaram na plataforma política e na pauta de reivindicações a luta contra a fome, a pobreza e a violência sexista. Sua edição mais recente, em 2023, teve como tema "Pela Reconstrução do Brasil e pelo Bem Viver" e abordou a defesa da vida, da agroecologia, dos territórios e bens comunais.